# Trois bandes
Les trois bandes sont une marque déposée d'Adidas et constituent sa principale marque d'identité visuelle. Il s'agit de trois lignes parallèles qui figurent le plus souvent sur le côté des vêtements et chaussures de la marque. Adidas est connue pour ses trois bandes depuis sa création, Adolf Dassler, son créateur, faisant d'elle « la marque aux trois bandes ». C'est un équipementier finlandais, Karhu, qui vendit la marque déposée à Adidas pour l'équivalent de l'époque de 1 600 euros et deux bouteilles de whisky,.

Adidas renonce en mars 2023 à poursuivre le mouvement Black Lives Matter qui fait usage de trois bandes jaunes.

Les trois bandes figurent sur presque tous les logos de la marque depuis sa création
Premier logo d'Adidas en 1949.
Le célèbre logo au « trèfle » entre 1972 et 1990.
Logo « trois bandes » utilisé dans les années 90 et 2000.
Le logo avec 3 bandes en forme de pyramide utilisé entre 1991 et 2022.
Logo actuel, depuis 2022.

## Dans la culture populaire

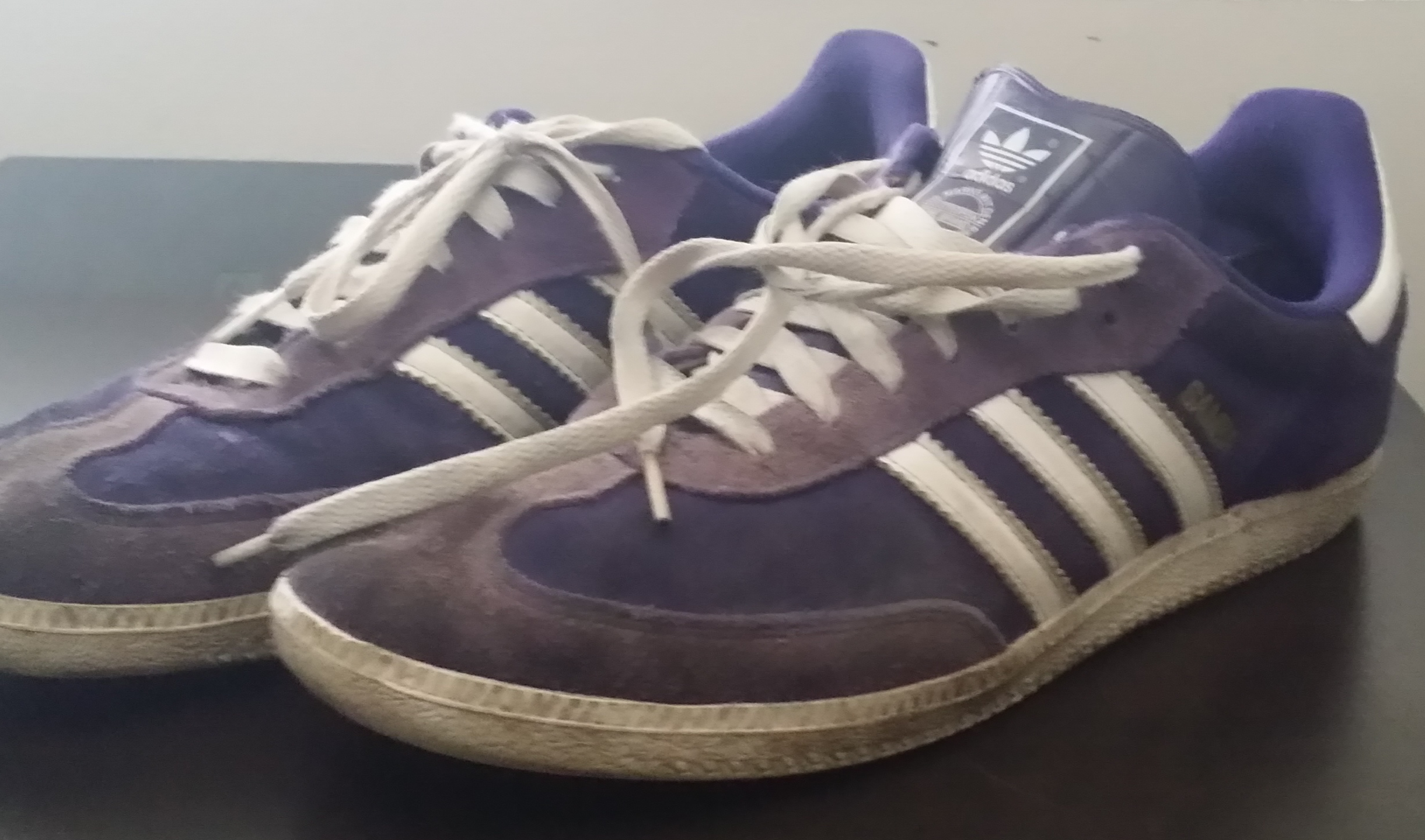
Une paire de chaussures Adidas où figurent les trois bandes.

La rappeuse anglaise Lady Sovereign fait références aux trois bandes dans sa chanson Hoodie de son album Public Warning.
Au-delà de cela, « la marque aux trois bandes » est une périphrase courante utilisée dans les médias pour désigner la marque.